# Michael Cohen (Jurist)

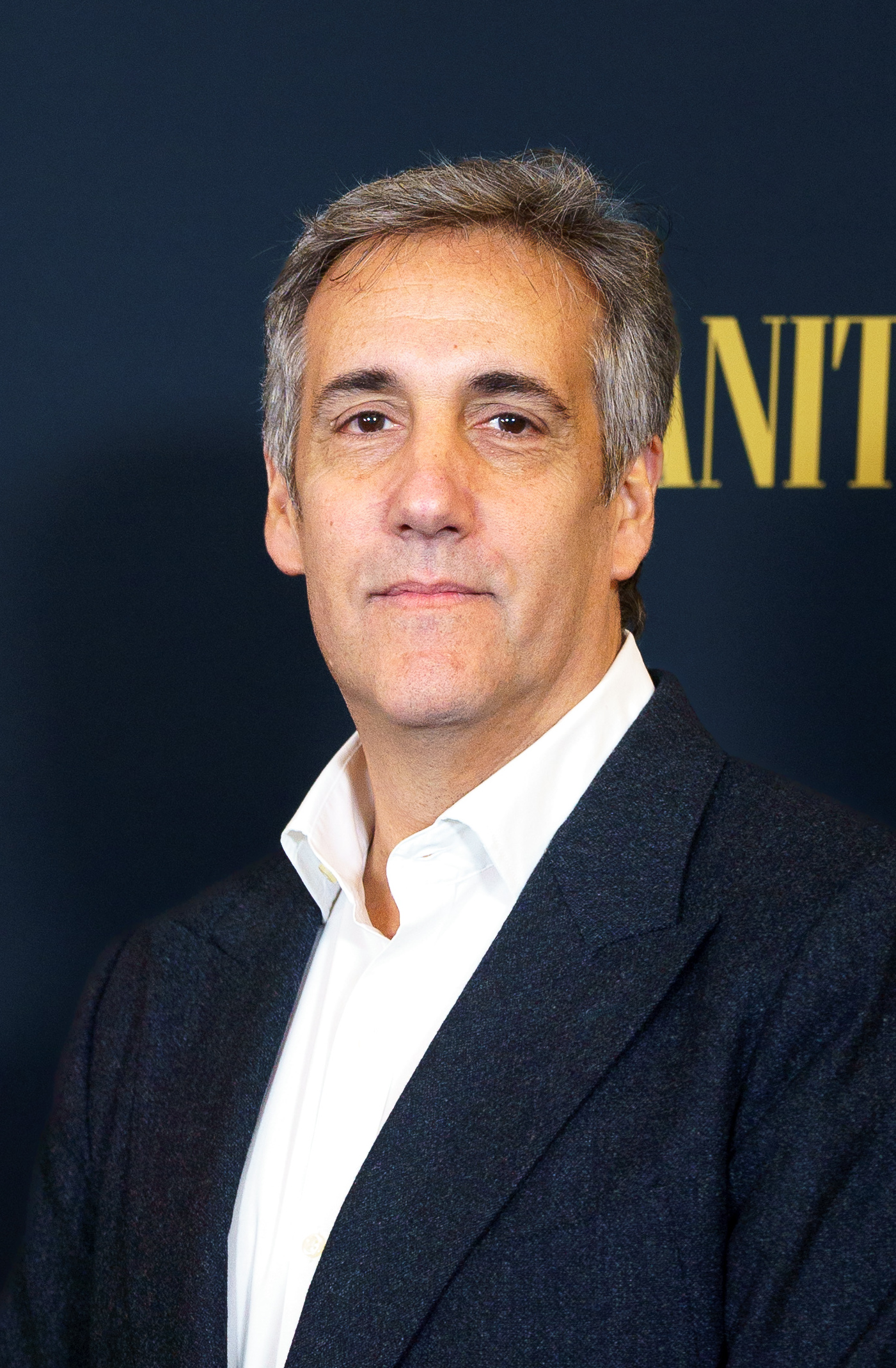
Michael Cohen (2024)

Michael Dean Cohen (* 25. August 1966 auf Long Island, New York) ist ein US-amerikanischer Jurist und ehemaliger Rechtsanwalt. Er erlangte für seine Rolle bei der Vertretung der Interessen des späteren US-Präsidenten Donald Trump internationale Bekanntheit.
Das US-Justizministerium untersucht seit 2018 Cohens Beteiligung an möglichen Schweigegeldzahlungen, um „unpassende“ Berichte über den damaligen Präsidentschaftskandidaten Trump im Wahlkampf 2016 zu verhindern. Die Behörde geht dem Verdacht möglicher Zweckentfremdungen aus der Wahlkampfkasse nach.
Am 12. Dezember 2018 wurde Cohen unter anderem wegen Steuerhinterziehung und Falschaussagen (vor dem Kongress im Zuge der Sonderermittlung zur Beeinflussung des Wahlkampfs in den USA 2016) zu einer Freiheitsstrafe von drei Jahren verurteilt.

## Leben
Michael Cohen wurde als Sohn eines polnisch-jüdischen Immigranten geboren, der während des Zweiten Weltkrieges in die USA geflohen war. 1992 machte Cohen seinen Abschluss an der Western Michigan University Cooley Law School. Cohen eröffnete eine eigene Kanzlei und stieg mit dem 1978 aus der Ukraine immigrierten Geschäftsmann Simon Garber ins Taxilizenzen-Gewerbe der Stadt New York City ein; später wurde der russischstämmige Evgeny Freidman, bekannt als „Taxikönig New Yorks“, sein Geschäftspartner. Auch versuchte er, US-Investoren für Geldanlagen in der Ukraine zu gewinnen. Später wurde er Partner der Kanzlei Phillips Nizer. Cohen begann in dieser Zeit, auch Teile seines eigenen Vermögens in den Besitz der Firmen von Donald Trump zu investieren. Cohen wurde von Trump als Vertreter in die Eigentümerversammlung des Trump World Tower installiert, wo es Cohen offenbar gelang, einen Aufstand der dort versammelten Eigentümer gegen Trump zu vereiteln.
2007 bot Trump Cohen eine Anstellung als Vizepräsident und Berater in seiner Organisation an. 2011 soll Cohen nach Recherchen der U.S.-Medienplattform Vox bereits eine Kandidatur Trumps zur US-Präsidentschaftswahl 2012 ins Auge gefasst haben, zu der Trump aber nicht antrat. Cohen betätigte sich in verschiedenen Immobiliengeschäften in New York und erkundete für Trump Investitionsmöglichkeiten in Georgien und Kasachstan.

### Präsidentschaft Trump
2015 entschied sich Donald Trump, zur US-Präsidentschaftswahl 2016 anzutreten. Cohen wurde Rechtsberater von Trumps Wahlkampfteam. Cohen bedrohte nach einem Artikel von Vox im Juli 2015 den Herausgeber des Magazins The Daily Beast, um zu verhindern, dass eine Geschichte veröffentlicht wurde, nach der Trump angeblich seine Exfrau Ivana Trump vergewaltigt habe. Im August 2016 arrangierte Cohen die Zahlung von Schweigegeld an Karen McDougal, um die Veröffentlichung der Geschichte ihrer angeblichen Affäre mit Trump zu verhindern. Das Geld wurde ihr als Honorar für die Exklusivrechte an ihrer Geschichte vom National Enquirer (American Media) bezahlt.
Um Schweigegeld an die Pornodarstellerin Stormy Daniels zu zahlen, die eine Geschichte über eine angebliche Affäre mit Trump von 2006 zu veröffentlichen drohte, gründete Cohen im Oktober 2016 die Gesellschaft Essential Consultants L.L.C.
Am 9. April 2018 durchsuchten Bundesbeamte Cohens Büro und Hotelzimmer in Manhattan und nahmen seine Unterlagen, Computer und Telefone mit. Cohen war zum Ziel der Ermittlungen im Zuge der Sonderermittlung zur Beeinflussung des Wahlkampfs in den Vereinigten Staaten 2016 von FBI-Sonderermittler Robert Mueller geworden. Gegen Cohen wird nach Angaben der Washington Post wegen Bankbetruges, Scheckbetruges und Verletzung der Finanzierungsregeln für den Wahlkampf ermittelt.
Am 21. August 2018 bekannte sich Cohen vor einem New Yorker Bundesgericht in acht Punkten für schuldig, darunter in zwei Fällen von illegaler Wahlkampffinanzierung und in fünf Fällen von Steuerbetrug. Konkret geht es auch um Schweigegeldzahlungen an Stormy Daniels und an Karen McDougal. Cohen räumte ein, er habe diese Zahlungen im Auftrag „eines Kandidaten“ getätigt, nannte aber dessen Namen nicht. Nach Lage der Dinge könne es hierbei – aus Sicht des Tagesspiegels – nur um den damaligen Präsidentschaftskandidaten Donald Trump gegangen sein. Damit belastet Cohen Trump schwer. Das oberste Gericht in New York entzog Cohen seine Anwaltslizenz.
Ende Februar 2019 sagte Cohen vor mehreren Ausschüssen des Kongresses aus. Er bezeichnete seinen ehemaligen Auftraggeber als einen „Rassisten“, einen „Hochstapler“ und einen „Betrüger“. Cohen legte dem Ausschuss Dokumente vor, die seine Aussagen untermauern sollten. Er bestätigte deutlich, dass Trumps Wahlkampfteam Kontakt zu Russland hatte, Trump im Vorfeld von den Wikileaks-Veröffentlichungen gegen Hillary Clinton wusste und diese begrüßte sowie dass Trump die Schweigegeldzahlung an Stormy Daniels persönlich angeordnet hat.
Im Mai 2024 gab Cohen als Zeuge im Strafverfahren New York v. Trump zu, 30.000 Dollar von Trump unterschlagen zu haben.

### Essential Consultants L.L.C.
Cohen gründete nach Presserecherchen am 27. Oktober 2016 eine Firma unter der Bezeichnung Essential Consultants L.L.C., die er offenbar für verschiedene geschäftliche und einige private Transaktionen nutzte. Cohen benutzte das Konto von Essential Consultants nach Recherchen der New York Times, um die Zahlung von Schweigegeld an Stormy Daniels abzuwickeln.
Essential Consultants L.L.C. verzeichnete Geldflüsse von etwa 4,4 Millionen US-Dollar im Zeitraum zwischen Trumps Wahl zum Präsidenten und dem Januar 2018. 2017 wurden etwa 583.000 Dollar von der Investmentfirma Columbus Nova eingezahlt, deren Hauptkunde der russische Oligarch Viktor Vekselberg ist. Columbus Nova hatte nach Recherchen der Times 2017 einen Beratervertrag mit Cohen abgeschlossen, den man aber später aufgelöst hätte, weil sich keine konkreten Geschäfte daraus ergaben.
Der Luftfahrtkonzern Korea Aerospace Industries zahlte 600.000 Dollar an Cohen.
Weitere Zahlungen in Höhe von etwa 200.000 Dollar kamen zwischen Oktober 2017 und Januar 2018 von Seiten des Telekommunikationsunternehmens AT&T. Der Konzern gab bekannt, dass man das Geld für Beratertätigkeiten, betreffend das Verständnis der neuen Regierung an Essential Consultants, bezahlt habe. Der Vertrag sei im Dezember 2017 ausgelaufen.
Vier Zahlungen von je 99.980 Dollar kamen zwischen Oktober 2017 und Januar 2018 von der Investmentsparte des Schweizer Pharmakonzerns Novartis. Auch Novartis gab bekannt, dass der Vertrag ausgelaufen sei. Insgesamt zahlte Novartis innerhalb eines Jahres nach eigenen Angaben 1,2 Millionen Dollar an Cohen. Der Konzern ließ verlauten, dass man sich von Cohen Informationen über Trumps Gesundheitsreform erhofft hatte, aber dann feststellte, dass Cohen davon nichts verstand.
Weitere 400.000 Dollar soll Cohen von der Ukraine angenommen haben, um im Gegenzug ein Gespräch zwischen den Präsidenten Petro Poroschenko und Trump zu arrangieren. Weiter soll die Ukraine nach BBC-Recherchen Verträge für Lieferungen von Kohle und für eine Milliarde Dollar Lokomotiven aus den USA unterschrieben haben, obwohl sie beides selbst fördern bzw. bauen kann. Zusätzlich stellte die Ukraine offiziell die Ermittlungen gegen Trumps Wahlkampfmanager Paul Manafort ein, der in der Ukraine Gelder von pro-russischen Gruppen angenommen haben soll. Vertreter der Ukraine hofften laut dem Artikel der BBC, Trump zu überzeugen, Waffenlieferungen an die Ukraine zu genehmigen.

## Familie
Michael Cohen ist verheiratet und hat eine Tochter und einen Sohn.

## Publikationen
Mit Disloyal – A Memoir: The True Story of the Former Personal Attorney to President Donald J. Trump veröffentlichte Cohen im September 2020 ein Buch über seine Zeit als Anwalt von Präsident Trump, in dem er mit diesem abrechnet.